# قبرة (نهر)
قبرة هو نهر في شمال إسبانيا يتدفق عبر منطقة أشتورية المستقلة.